# Tyskland i Eurovision Song Contest
Forbundsrepublikken Tyskland har deltaget i Eurovision Song Contest siden den første konkurrence i 1956 og medvirket alle år bortset fra 1996, hvor landet ikke klarede sig igennem den særlige forhåndskvalifikation fra dette år. Indtil genforeningen 03.10.1990 bestod Forbundsrepublikken Tyskland imidlertid kun af Vesttyskland, selvom landet i konkurrencerne ofte blev omtalt som blot "Tyskland". Østtyskland (DDR) deltog i lighed med de øvrige østbloklande før Berlinmurens fald ikke i Eurovision Song Contest. Efter genforeningen i 1990, hvor DDR blev indlemmet i Forbundsrepublikken, har Tyskland deltaget som samlet nation.
Siden 1999 har Tyskland sammen med Storbritannien, Frankrig, Spanien, samt fra 2011 Italien, været et af de såkaldt store lande (Big Four, fra 2011 Big Five), som automatisk er kvalificeret til finalen. Siden indførelsen af semifinaler i 2004 har Tyskland derfor ikke skullet igennem en semifinale først.
Vesttyskland vandt i 1982 med sangen "Ein bißchen Frieden" sunget af Nicole, mens det samlede Tyskland vandt i 2010, med sangen "Satellite", sunget af Lena Meyer-Landrut.

## Repræsentation
Nøgle
     Vinder
     Anden plads
     Tredje plads
     Sidste plads
     Deltager valgt, men konkurrerede ikke
| År   | Kunstner                     | Sang                                        | Sprog                            | Oversættelse                             | Plads              | Point              | Semi                        | Point                       |
| ---- | ---------------------------- | ------------------------------------------- | -------------------------------- | ---------------------------------------- | ------------------ | ------------------ | --------------------------- | --------------------------- |
| 1956 | Walter Andreas Schwarz       | "Im Wartesaal zum großen Glück"             | Tysk                             | Heldigvis i ventesalen                   | NA                 | NA                 | Ingen semifinaler           | Ingen semifinaler           |
| 1956 | Freddy Quinn                 | "So geht das jede Nacht"                    | Tysk                             | Sådan er det hver aften                  | NA                 | NA                 | Ingen semifinaler           | Ingen semifinaler           |
| 1957 | Margot Hielscher             | "Telefon, Telefon"                          | Tysk                             | —                                        | 4                  | 8                  | Ingen semifinaler           | Ingen semifinaler           |
| 1958 | Margot Hielscher             | "Für zwei Groschen Musik"                   | Tysk                             | Musik for to ører                        | 7                  | 5                  | Ingen semifinaler           | Ingen semifinaler           |
| 1959 | Alice & Ellen Kessler        | "Heute Abend wollen wir tanzen geh'n"       | Tysk                             | I aften vil vi ud og danse               | 8                  | 5                  | Ingen semifinaler           | Ingen semifinaler           |
| 1960 | Wyn Hoop                     | "Bonne nuit ma chérie"                      | Tysk                             | Godnat, skat                             | 4                  | 11                 | Ingen semifinaler           | Ingen semifinaler           |
| 1961 | Lale Andersen                | "Einmal sehen wir uns wieder"               | Tysk                             | Vi ses igen engang                       | 13                 | 3                  | Ingen semifinaler           | Ingen semifinaler           |
| 1962 | Conny Froboess               | "Zwei kleine Italiener"                     | Tysk                             | To små italienere                        | 6                  | 9                  | Ingen semifinaler           | Ingen semifinaler           |
| 1963 | Heidi Brühl                  | "Marcel"                                    | Tysk                             | —                                        | 9                  | 5                  | Ingen semifinaler           | Ingen semifinaler           |
| 1964 | Nora Nova                    | "Man gewöhnt sich so schnell an das Schöne" | Tysk                             | Man vænner sig så hurtigt til det smukke | 13                 | 0                  | Ingen semifinaler           | Ingen semifinaler           |
| 1965 | Ulla Wiesner                 | "Paradies, wo bist du?"                     | Tysk                             | Paradis, hvor er du?                     | 15                 | 0                  | Ingen semifinaler           | Ingen semifinaler           |
| 1966 | Margot Eskens                | "Die Zeiger der Uhr"                        | Tysk                             | Urets visere                             | 10                 | 7                  | Ingen semifinaler           | Ingen semifinaler           |
| 1967 | Inge Brück                   | "Anouschka"                                 | Tysk                             | —                                        | 8                  | 7                  | Ingen semifinaler           | Ingen semifinaler           |
| 1968 | Wencke Myhre                 | "Ein Hoch der Liebe"                        | Tysk                             | Et kærlighedsjubel                       | 6                  | 11                 | Ingen semifinaler           | Ingen semifinaler           |
| 1969 | Siw Malmkvist                | "Primaballerina"                            | Tysk                             | —                                        | 9                  | 8                  | Ingen semifinaler           | Ingen semifinaler           |
| 1970 | Katja Ebstein                | "Wunder gibt es immer wieder"               | Tysk                             | Mirakler sker fra tid til anden          | 3                  | 12                 | Ingen semifinaler           | Ingen semifinaler           |
| 1971 | Katja Ebstein                | "Diese Welt"                                | Tysk                             | Denne verden                             | 3                  | 100                | Ingen semifinaler           | Ingen semifinaler           |
| 1972 | Mary Roos                    | "Nur die Liebe läßt uns leben"              | Tysk                             | Kun kærlighed lader os leve              | 3                  | 107                | Ingen semifinaler           | Ingen semifinaler           |
| 1973 | Gitte                        | "Junger Tag"                                | Tysk                             | Ung dag                                  | 8                  | 85                 | Ingen semifinaler           | Ingen semifinaler           |
| 1974 | Cindy & Bert                 | "Die Sommermelodie"                         | Tysk                             | Sommermelodien                           | 14                 | 3                  | Ingen semifinaler           | Ingen semifinaler           |
| 1975 | Joy Fleming                  | "Ein Lied kann eine Brücke sein"            | Tysk, engelsk                    | En sang kan være en bro                  | 17                 | 15                 | Ingen semifinaler           | Ingen semifinaler           |
| 1976 | Les Humphries Singers        | "Sing Sang Song"                            | Tysk                             | —                                        | 15                 | 12                 | Ingen semifinaler           | Ingen semifinaler           |
| 1977 | Silver Convention            | "Telegram"                                  | Tysk                             | —                                        | 8                  | 55                 | Ingen semifinaler           | Ingen semifinaler           |
| 1978 | Ireen Sheer                  | "Feuer"                                     | Tysk                             | Ild                                      | 6                  | 84                 | Ingen semifinaler           | Ingen semifinaler           |
| 1979 | Dschinghis Khan              | "Dschinghis Khan"                           | Tysk                             | —                                        | 4                  | 86                 | Ingen semifinaler           | Ingen semifinaler           |
| 1980 | Katja Ebstein                | "Theater"                                   | Tysk                             | Teater                                   | 2                  | 128                | Ingen semifinaler           | Ingen semifinaler           |
| 1981 | Lena Valaitis                | "Johnny Blue"                               | Tysk                             | —                                        | 2                  | 132                | Ingen semifinaler           | Ingen semifinaler           |
| 1982 | Nicole                       | "Ein bißchen Frieden"                       | Tysk                             | En smule fred                            | 1                  | 161                | Ingen semifinaler           | Ingen semifinaler           |
| 1983 | Hoffmann & Hoffmann          | "Rücksicht"                                 | Tysk                             | Betragtning                              | 5                  | 94                 | Ingen semifinaler           | Ingen semifinaler           |
| 1984 | Mary Roos                    | "Aufrecht geh'n"                            | Tysk                             | Gå oprejst                               | 13                 | 34                 | Ingen semifinaler           | Ingen semifinaler           |
| 1985 | Wind                         | "Für alle"                                  | Tysk                             | For alle                                 | 2                  | 105                | Ingen semifinaler           | Ingen semifinaler           |
| 1986 | Ingrid Peters                | "Über die Brücke geh'n"                     | Tysk                             | Gå over broen                            | 8                  | 62                 | Ingen semifinaler           | Ingen semifinaler           |
| 1987 | Wind                         | "Laß die Sonne in dein Herz"                | Tysk                             | Lad solen komme ind i dit hjerte         | 2                  | 141                | Ingen semifinaler           | Ingen semifinaler           |
| 1988 | Maxi & Chris Garden          | "Lied für einen Freund"                     | Tysk                             | Sang til en ven                          | 14                 | 48                 | Ingen semifinaler           | Ingen semifinaler           |
| 1989 | Nino de Angelo               | "Flieger"                                   | Tysk                             | Flyver                                   | 14                 | 46                 | Ingen semifinaler           | Ingen semifinaler           |
| 1990 | Chris Kempers & Daniel Kovač | "Frei zu leben"                             | Tysk                             | At leve frit                             | 9                  | 60                 | Ingen semifinaler           | Ingen semifinaler           |
| 1991 | Atlantis 2000                | "Dieser Traum darf niemals sterben"         | Tysk                             | Denne drøm må aldrig dø                  | 18                 | 10                 | Ingen semifinaler           | Ingen semifinaler           |
| 1992 | Wind                         | "Träume sind für alle da"                   | Tysk                             | Drømme er for alle                       | 16                 | 27                 | Ingen semifinaler           | Ingen semifinaler           |
| 1993 | Münchener Freiheit           | "Viel zu weit"                              | Tysk                             | Alt for langt                            | 18                 | 18                 | Kvalifikacija za Millstreet | Kvalifikacija za Millstreet |
| 1994 | MeKaDo                       | "Wir geben 'ne Party"                       | Tysk                             | Vi holder en fest                        | 3                  | 128                | Ingen semifinaler           | Ingen semifinaler           |
| 1995 | Stone & Stone                | "Verliebt in dich"                          | Tysk                             | Forelsket i dig                          | 23                 | 1                  | Ingen semifinaler           | Ingen semifinaler           |
| 1996 | Leon                         | "Blauer Planet"                             | Tysk                             | Blå planet                               | Ikke kvalificeret  | Ikke kvalificeret  | 24                          | 24                          |
| 1997 | Bianca Shomburg              | "Zeit"                                      | Tysk                             | Tid                                      | 18                 | 22                 | Ingen semifinaler           | Ingen semifinaler           |
| 1998 | Guildo Horn                  | "Guildo hat Euch lieb!"                     | Tysk                             | Guildo elsker dig!                       | 7                  | 86                 | Ingen semifinaler           | Ingen semifinaler           |
| 1999 | Sürpriz                      | "Reise nach Jerusalem - Kudüs'e seyahat"    | Tysk, tyrkisk, engelsk, hebraisk | Rejse til Jerusalem                      | 3                  | 140                | Ingen semifinaler           | Ingen semifinaler           |
| 2000 | Stefan Raab                  | "Wadde hadde dudde da?"                     | Tysk, engelsk                    | —                                        | 5                  | 96                 | Ingen semifinaler           | Ingen semifinaler           |
| 2001 | Michelle                     | "Wer Liebe lebt"                            | Tysk, engelsk                    | Hvem lever kærligheden                   | 8                  | 66                 | Ingen semifinaler           | Ingen semifinaler           |
| 2002 | Corinna May                  | "I Can't Live Without Music"                | Engelsk                          | Jeg kan ikke leve uden musik             | 21                 | 17                 | Ingen semifinaler           | Ingen semifinaler           |
| 2003 | Lou                          | "Let's Get Happy"                           | Engelsk                          | Lad os være glade                        | 12                 | 53                 | Ingen semifinaler           | Ingen semifinaler           |
| 2004 | Max                          | "Can't Wait Until Tonight"                  | Engelsk, tyrkisk                 | Kan ikke vente til i aften               | 8                  | 93                 | Medlem af Big 4             | Medlem af Big 4             |
| 2005 | Gracia                       | "Run & Hide"                                | Engelsk                          | Løb og gem dig                           | 24                 | 4                  | Medlem af Big 4             | Medlem af Big 4             |
| 2006 | Texas Lightning              | "No No Never"                               | Engelsk                          | Nej, nej, aldrig                         | 15                 | 36                 | Medlem af Big 4             | Medlem af Big 4             |
| 2007 | Roger Cicero                 | "Frauen regier'n die Welt"                  | Tysk, engelsk                    | Kvinder styrer verden                    | 19                 | 49                 | Medlem af Big 4             | Medlem af Big 4             |
| 2008 | No Angels                    | "Disappear"                                 | Engelsk                          | Forsvind                                 | 23                 | 14                 | Medlem af Big 4             | Medlem af Big 4             |
| 2009 | Alex Swings, Oscar Sings     | "Miss Kiss Kiss Bang"                       | Engelsk                          | —                                        | 20                 | 35                 | Medlem af Big 4             | Medlem af Big 4             |
| 2010 | Lena                         | "Satellite"                                 | Engelsk                          | Satellit                                 | 1                  | 246                | Medlem af Big 4             | Medlem af Big 4             |
| 2011 | Lena                         | "Taken by a Stranger"                       | Engelsk                          | Taget af en fremmed                      | 10                 | 107                | Værtsland                   | Værtsland                   |
| 2012 | Roman Lob                    | "Standing Still"                            | Engelsk                          | Står stille                              | 8                  | 110                | Medlem af Big 5             | Medlem af Big 5             |
| 2013 | Cascada                      | "Glorious"                                  | Engelsk                          | Herligt                                  | 21                 | 18                 | Medlem af Big 5             | Medlem af Big 5             |
| 2014 | Elaiza                       | "Is It Right"                               | Engelsk                          | Er det rigtigt                           | 18                 | 39                 | Medlem af Big 5             | Medlem af Big 5             |
| 2015 | Ann Sophie                   | "Black Smoke"                               | Engelsk                          | Sort røg                                 | 27                 | 0                  | Medlem af Big 5             | Medlem af Big 5             |
| 2016 | Jamie-Lee                    | "Ghost"                                     | Engelsk                          | Spøgelse                                 | 26                 | 11                 | Medlem af Big 5             | Medlem af Big 5             |
| 2017 | Levina                       | "Perfect Life"                              | Engelsk                          | Perfekt liv                              | 25                 | 6                  | Medlem af Big 5             | Medlem af Big 5             |
| 2018 | Michael Schulte              | "You Let Me Walk Alone"                     | Engelsk                          | Du lader mig gå alene                    | 4                  | 340                | Medlem af Big 5             | Medlem af Big 5             |
| 2019 | S!sters                      | "Sister"                                    | Engelsk                          | Søster                                   | 25                 | 24                 | Medlem af Big 5             | Medlem af Big 5             |
| 2020 | Ben Dolic                    | "Violent Thing"                             | Engelsk                          | Voldelig ting                            | Konkurrence aflyst | Konkurrence aflyst | Medlem af Big 5             | Medlem af Big 5             |
| 2021 | Jendrik                      | "I Don't Feel Hate"                         | Engelsk                          | Jeg føler ikke had                       | 25                 | 3                  | Medlem af Big 5             | Medlem af Big 5             |
| 2022 | Malik Harris                 | "Rockstars"                                 | Engelsk                          | Rockstjerner                             | 25                 | 6                  | Medlem af Big 5             | Medlem af Big 5             |
| 2023 | Lord of the Lost             | "Blood and Glitter"                         | Engelsk                          | Blod og glitter                          | 26                 | 18                 | Medlem af Big 5             | Medlem af Big 5             |
| 2024 | Isaak                        | "Always on the Run"                         | Engelsk                          | Altid på flugt                           | 12                 | 117                | Medlem af Big 5             | Medlem af Big 5             |
| 2025 | Abor & Tynna                 | "Baller"                                    | Tysk                             | Skyder                                   | 15                 | 151                | Medlem af Big 5             | Medlem af Big 5             |

## Pointstatistik (1956-2025)

### Flest point til og fra - top 5
NB: Kun point givet i finalerne er talt med.
| Tyskland har givet flest point til | Tyskland har givet flest point til | Tyskland har givet flest point til |
| Placering                          | Land                               | Point                              |
| ---------------------------------- | ---------------------------------- | ---------------------------------- |
| 1                                  | Sverige                            | 243                                |
| 2                                  | Frankrig                           | 207                                |
| 3                                  | Storbritannien                     | 205                                |
| 4                                  | Israel                             | 176                                |
| 5                                  | Tyrkiet                            | 170                                |

| Tyskland har modtaget flest point fra | Tyskland har modtaget flest point fra | Tyskland har modtaget flest point fra |
| Placering                             | Land                                  | Point                                 |
| ------------------------------------- | ------------------------------------- | ------------------------------------- |
| 1                                     | Spanien                               | 245                                   |
| 2                                     | Schweiz                               | 196                                   |
| 3                                     | Danmark                               | 194                                   |
| 4                                     | Portugal                              | 187                                   |
| 5                                     | Belgien                               | 178                                   |

### 12 point til og fra
NB: Kun 12 point givet i finalerne er talt med.
| Tyskland har modtaget 12 point fra | Tyskland har modtaget 12 point fra                                                | Tyskland har modtaget 12 point fra |
| År                                 | Jury                                                                              | Televoting                         |
| ---------------------------------- | --------------------------------------------------------------------------------- | ---------------------------------- |
| 1978                               | Finland                                                                           | Ingen separat televoting           |
| 1979                               | Danmark, Frankrig, Monaco, Spanien                                                | Ingen separat televoting           |
| 1980                               | Holland, Italien, Spanien                                                         | Ingen separat televoting           |
| 1981                               | Portugal, Spanien, Sverige, Tyrkiet                                               | Ingen separat televoting           |
| 1982                               | Cypern, Danmark, Irland, Israel, Jugoslavien, Portugal, Schweiz, Spanien, Tyrkiet | Ingen separat televoting           |
| 1983                               | Luxembourg                                                                        | Ingen separat televoting           |
| 1985                               | Cypern                                                                            | Ingen separat televoting           |
| 1986                               | Storbritannien                                                                    | Ingen separat televoting           |
| 1987                               | Danmark, Island                                                                   | Ingen separat televoting           |
| 1990                               | Luxembourg                                                                        | Ingen separat televoting           |
| 1994                               | Rumænien, Ungarn                                                                  | Ingen separat televoting           |
| 1998                               | Holland, Schweiz, Spanien                                                         | Ingen separat televoting           |
| 1999                               | Holland, Israel, Polen, Portugal, Tyrkiet                                         | Ingen separat televoting           |
| 2000                               | Schweiz, Spanien, Østrig                                                          | Ingen separat televoting           |
| 2004                               | Spanien                                                                           | Ingen separat televoting           |
| 2008                               | Bulgarien                                                                         | Ingen separat televoting           |
| 2010                               | Danmark, Estland, Finland, Letland, Norge, Schweiz, Slovakiet, Spanien, Sverige   | Ingen separat televoting           |
| 2018                               | Danmark, Holland, Norge, Schweiz                                                  | Danmark, Holland                   |
| 2025                               | Tjekkiet, Ukraine                                                                 | Østrig                             |

| Tyskland har givet 12 point til | Tyskland har givet 12 point til | Tyskland har givet 12 point til |
| År                              | Jury                            | Televoting                      |
| ------------------------------- | ------------------------------- | ------------------------------- |
| 1975                            | Finland                         | Ingen separat televoting        |
| 1976                            | Frankrig                        | Ingen separat televoting        |
| 1977                            | Frankrig                        | Ingen separat televoting        |
| 1978                            | Israel                          | Ingen separat televoting        |
| 1979                            | Spanien                         | Ingen separat televoting        |
| 1980                            | Irland                          | Ingen separat televoting        |
| 1981                            | Frankrig                        | Ingen separat televoting        |
| 1982                            | Israel                          | Ingen separat televoting        |
| 1983                            | Sverige                         | Ingen separat televoting        |
| 1984                            | Sverige                         | Ingen separat televoting        |
| 1985                            | Norge                           | Ingen separat televoting        |
| 1986                            | Luxembourg                      | Ingen separat televoting        |
| 1987                            | Italien                         | Ingen separat televoting        |
| 1988                            | Schweiz                         | Ingen separat televoting        |
| 1989                            | Storbritannien                  | Ingen separat televoting        |
| 1990                            | Spanien                         | Ingen separat televoting        |
| 1991                            | Sverige                         | Ingen separat televoting        |
| 1992                            | Storbritannien                  | Ingen separat televoting        |
| 1993                            | Schweiz                         | Ingen separat televoting        |
| 1994                            | Irland                          | Ingen separat televoting        |
| 1995                            | Sverige                         | Ingen separat televoting        |
| 1997                            | Tyrkiet                         | Ingen separat televoting        |
| 1998                            | Tyrkiet                         | Ingen separat televoting        |
| 1999                            | Tyrkiet                         | Ingen separat televoting        |
| 2000                            | Danmark                         | Ingen separat televoting        |
| 2001                            | Danmark                         | Ingen separat televoting        |
| 2002                            | Letland                         | Ingen separat televoting        |
| 2003                            | Polen                           | Ingen separat televoting        |
| 2004                            | Tyrkiet                         | Ingen separat televoting        |
| 2005                            | Grækenland                      | Ingen separat televoting        |
| 2006                            | Tyrkiet                         | Ingen separat televoting        |
| 2007                            | Tyrkiet                         | Ingen separat televoting        |
| 2008                            | Grækenland                      | Ingen separat televoting        |
| 2009                            | Norge                           | Ingen separat televoting        |
| 2010                            | Belgien                         | Ingen separat televoting        |
| 2011                            | Østrig                          | Ingen separat televoting        |
| 2012                            | Sverige                         | Ingen separat televoting        |
| 2013                            | Ungarn                          | Ingen separat televoting        |
| 2014                            | Holland                         | Ingen separat televoting        |
| 2015                            | Rusland                         | Ingen separat televoting        |
| 2016                            | Israel                          | Rusland                         |
| 2017                            | Norge                           | Portugal                        |
| 2018                            | Sverige                         | Italien                         |
| 2019                            | Italien                         | Norge                           |
| 2021                            | Frankrig                        | Litauen                         |
| 2022                            | Storbritannien                  | Ukraine                         |
| 2023                            | Sverige                         | Finland                         |
| 2024                            | Sverige                         | Israel                          |
| 2025                            | Østrig                          | Israel                          |

### Flest point til og fra - alle lande
NB: Kun 12 point givet i finalerne er talt med.
| Tyskland har givet point til | Tyskland har givet point til | Tyskland har givet point til |
| Placering                    | Land                         | Point                        |
| ---------------------------- | ---------------------------- | ---------------------------- |
| 1                            | Sverige                      | 243                          |
| 2                            | Frankrig                     | 207                          |
| 3                            | Storbritannien               | 205                          |
| 4                            | Israel                       | 176                          |
| 5                            | Tyrkiet                      | 170                          |
| 6                            | Italien                      | 167                          |
| 7                            | Irland                       | 165                          |
| 8                            | Norge                        | 162                          |
| 9                            | Schweiz                      | 160                          |
| 10                           | Holland                      | 155                          |
| 11                           | Spanien                      | 134                          |
| 12                           | Grækenland                   | 125                          |
| 13                           | Danmark                      | 119                          |
| =                            | Østrig                       | 119                          |
| 15                           | Belgien                      | 115                          |
| 16                           | Rusland                      | 95                           |
| 17                           | Polen                        | 89                           |
| 18                           | Finland                      | 88                           |
| 19                           | Malta                        | 84                           |
| 20                           | Luxembourg                   | 83                           |
| 21                           | Portugal                     | 78                           |
| 22                           | Ukraine                      | 77                           |
| 23                           | Kroatien                     | 73                           |
| 24                           | Island                       | 61                           |
| 25                           | Australien                   | 58                           |
| 26                           | Monaco                       | 56                           |
| 27                           | Estland                      | 55                           |
| 28                           | Cypern                       | 47                           |
| 29                           | Serbien                      | 44                           |
| 30                           | Armenien                     | 37                           |
| =                            | Jugoslavien                  | 37                           |
| 32                           | Bosnien-Hercegovina          | 35                           |
| 33                           | Letland                      | 34                           |
| 34                           | Ungarn                       | 33                           |
| 35                           | Albanien                     | 28                           |
| 36                           | Litauen                      | 27                           |
| 37                           | Moldova                      | 22                           |
| 38                           | Bulgarien                    | 21                           |
| 39                           | Rumænien                     | 17                           |
| 40                           | Serbien og Montenegro        | 13                           |
| =                            | Slovenien                    | 13                           |
| =                            | Tjekkiet                     | 13                           |
| 43                           | Aserbajdsjan                 | 11                           |
| 44                           | Georgien                     | 8                            |
| 45                           | Nordmakedonien               | 7                            |
| 46                           | Andorra                      | 0                            |
| =                            | Hviderusland                 | 0                            |
| =                            | Marokko                      | 0                            |
| =                            | Montenegro                   | 0                            |
| =                            | San Marino                   | 0                            |
| =                            | Slovakiet                    | 0                            |

| Tyskland har modtaget point fra | Tyskland har modtaget point fra | Tyskland har modtaget point fra |
| Placering                       | Land                            | Point                           |
| ------------------------------- | ------------------------------- | ------------------------------- |
| 1                               | Spanien                         | 245                             |
| 2                               | Schweiz                         | 196                             |
| 3                               | Danmark                         | 194                             |
| 4                               | Portugal                        | 187                             |
| 5                               | Belgien                         | 178                             |
| 6                               | Irland                          | 174                             |
| 7                               | Holland                         | 173                             |
| =                               | Storbritannien                  | 173                             |
| 9                               | Østrig                          | 170                             |
| 10                              | Frankrig                        | 162                             |
| 11                              | Sverige                         | 150                             |
| 12                              | Norge                           | 126                             |
| 13                              | Italien                         | 119                             |
| 14                              | Israel                          | 116                             |
| 15                              | Finland                         | 109                             |
| 16                              | Luxembourg                      | 96                              |
| 17                              | Tyrkiet                         | 86                              |
| 18                              | Island                          | 82                              |
| 19                              | Polen                           | 73                              |
| 20                              | Monaco                          | 60                              |
| 21                              | Estland                         | 57                              |
| 22                              | Cypern                          | 55                              |
| =                               | Letland                         | 55                              |
| 24                              | Albanien                        | 53                              |
| 25                              | Jugoslavien                     | 52                              |
| 26                              | Grækenland                      | 50                              |
| 27                              | Litauen                         | 46                              |
| 28                              | Slovenien                       | 42                              |
| 29                              | Malta                           | 41                              |
| 30                              | Kroatien                        | 38                              |
| =                               | Rumænien                        | 38                              |
| =                               | Rusland                         | 38                              |
| 33                              | Ukraine                         | 34                              |
| 34                              | Bosnien-Hercegovina             | 33                              |
| =                               | Serbien                         | 33                              |
| 36                              | Ungarn                          | 24                              |
| 37                              | Tjekkiet                        | 22                              |
| 38                              | Bulgarien                       | 21                              |
| =                               | Georgien                        | 21                              |
| 40                              | Slovakiet                       | 19                              |
| 41                              | Armenien                        | 17                              |
| 42                              | Australien                      | 15                              |
| =                               | San Marino                      | 15                              |
| 44                              | Nordmakedonien                  | 11                              |
| 45                              | Marokko                         | 10                              |
| =                               | Moldova                         | 10                              |
| 47                              | Aserbajdsjan                    | 8                               |
| =                               | Hviderusland                    | 8                               |
| 49                              | Andorra                         | 5                               |
| 50                              | Montenegro                      | 0                               |
| =                               | Serbien og Montenegro           | 0                               |

## Værter
| År   | Sted              | Scene                                    | Værter                                   |
| ---- | ----------------- | ---------------------------------------- | ---------------------------------------- |
| 1957 | Frankfurt am Main | Großer Sendesaal des Hessisches Rundfunk | Anaïd Iplicjian                          |
| 1983 | München           | Rudi-Sedlmayer-Halle                     | Marlene Charell                          |
| 2011 | Düsseldorf        | Esprit Arena                             | Anke Engelke, Judith Rakers, Stefan Raab |

## Kommentatorer og jurytalsmænd
| År   | Kommentator                          | Jurytalsmand                 |
| ---- | ------------------------------------ | ---------------------------- |
| 1956 | Wolf Mittler                         | Ingen jurytalsmand           |
| 1957 | Wolf Mittler                         | Joachim Fuchsberger          |
| 1958 | Wolf Mittler                         | Claudia Doren                |
| 1959 | Elena Gerhard                        | Hans-Joachim Rauschenbach    |
| 1960 | Wolf Mittler                         | Hans-Joachim Rauschenbach    |
| 1961 | Wolf Mittler                         | Heinz Schenk                 |
| 1962 | Ruth Kappelsberger                   | Klaus Havenstein             |
| 1963 | Hanns-Joachim Friedrichs             | Werner Veigel                |
| 1964 | Hermann Rockmann                     | Lia Wöhr                     |
| 1965 | Hermann Rockmann                     | Lia Wöhr                     |
| 1966 | Hans-Joachim Rauschenbach            | Werner Veigel                |
| 1967 | Hans-Joachim Rauschenbach            | Karin Tietze-Ludwig          |
| 1968 | Hans-Joachim Rauschenbach            | Hans-Otto Grünefeldt         |
| 1969 | Hans-Joachim Rauschenbach            | Hans-Otto Grünefeldt         |
| 1970 | Marie-Louise Steinbauer              | Hans-Otto Grünefeldt         |
| 1971 | Hanns Verres                         | Ingen jurytalsmand           |
| 1972 | Hanns Verres                         | Ingen jurytalsmand           |
| 1973 | Hanns Verres                         | Ingen jurytalsmand           |
| 1974 | Werner Veigel                        | Hanns-Joachim Friedrichs     |
| 1975 | Werner Veigel                        | TBC                          |
| 1976 | Werner Veigel                        | Wilhelm Stöck                |
| 1977 | Werner Veigel                        | Wilhelm Stöck                |
| 1978 | Werner Veigel                        | Sigi Harreis                 |
| 1979 | Ado Schlier & Gabi Schnelle          | Lotti Ohnesorge              |
| 1980 | Ado Schlier                          | TBC                          |
| 1981 | Ado Schlier                          | TBC                          |
| 1982 | Ado Schlier                          | TBC                          |
| 1983 | Ado Schlier                          | Carolin Reiber               |
| 1984 | Ado Schlier                          | Ruth Kappelsberger           |
| 1985 | Ado Schlier                          | Christoph Deumling           |
| 1986 | Ado Schlier                          | Christoph Deumling           |
| 1987 | Christoph Deumling & Lotti Ohnesorge | Gabi Schnelle                |
| 1988 | Nicole & Claus-Erich Boetzkes        | Lotti Ohnesorge              |
| 1989 | Thomas Gottschalk                    | Gabi Schnelle                |
| 1990 | Fritz Egner                          | Gabi Schnelle                |
| 1991 | Max Schautzer                        | Christian Eckhardt           |
| 1992 | Jan Hofer                            | Carmen Nebel                 |
| 1993 | Jan Hofer                            | Carmen Nebel                 |
| 1994 | Jan Hofer                            | Carmen Nebel                 |
| 1995 | Horst Senker                         | Carmen Nebel                 |
| 1996 | Ulf Ansorge                          | Deltog ikke                  |
| 1997 | Peter Urban                          | Christina Mänz               |
| 1998 | Peter Urban                          | Nena                         |
| 1999 | Peter Urban                          | Renan Demirkan               |
| 2000 | Peter Urban                          | Axel Bulthaupt               |
| 2001 | Peter Urban                          | Axel Bulthaupt               |
| 2002 | Peter Urban                          | Axel Bulthaupt               |
| 2003 | Peter Urban                          | Axel Bulthaupt               |
| 2004 | Peter Urban                          | Thomas Anders                |
| 2005 | Peter Urban                          | Thomas Hermanns              |
| 2006 | Peter Urban                          | Thomas Hermanns              |
| 2007 | Peter Urban                          | Thomas Hermanns              |
| 2008 | Peter Urban                          | Thomas Hermanns              |
| 2009 | Tim Frühling                         | Thomas Anders                |
| 2010 | Peter Urban                          | Hape Kerkeling               |
| 2011 | Peter Urban                          | Ina Müller                   |
| 2012 | Peter Urban                          | Anke Engelke                 |
| 2013 | Peter Urban                          | Lena Meyer-Landrut           |
| 2014 | Peter Urban                          | Helene Fischer               |
| 2015 | Peter Urban                          | Barbara Schöneberger         |
| 2016 | Peter Urban                          | Barbara Schöneberger         |
| 2017 | Peter Urban                          | Barbara Schöneberger         |
| 2018 | Peter Urban                          | Barbara Schöneberger         |
| 2019 | Peter Urban                          | Barbara Schöneberger         |
| 2020 | Peter Urban & Michael Schulte        | Ikke meddelt inden aflysning |
| 2021 | Peter Urban                          | Barbara Schöneberger         |
| 2022 | Peter Urban                          | Barbara Schöneberger         |
| 2023 | Peter Urban                          | Elton                        |
| 2024 | Thorsten Schorn                      | Ina Müller                   |
| 2025 | Thorsten Schorn                      | Michael Schulte              |

## Galleri
- Roger Cicero i Helsinki (2007)
- No Angels i Beograd (2008)
- Lena Meyer-Landrut i Oslo (2010)